# Ugly (film)
Pour plus de détails, voir Fiche technique et Distribution.
Ugly est un film indien écrit et réalisé par Anurag Kashyap en 2013.
Interprété par Ronit Roy, Tejaswini Kolhapure, Vineet Kumar Singh et Rahul Bhat, il décrit les réactions d'une famille à la disparition de leur enfant,,,. Ugly est projeté au Festival de Cannes dans le cadre de la Quinzaine des réalisateurs.

## Synopsis
Bombay. Shalini, une femme dépressive et alcoolique, est mariée en secondes noces avec Bose, un policier dont l'attitude à son égard est assez ambiguë. Elle a une fille, Kali, de son premier mariage avec Rahul, un acteur qui cherche vainement à émerger. Alors qu'il a la garde de sa fille pour le week-end, Rahul se rend chez un ami qui doit lui remettre un scénario. Kali, contrariée d'être mise à l'écart une fois de plus, refuse de l'accompagner et reste dans la voiture mais quand il revient, sa fille a disparu.
Ce drame provoque une série de reproches, d'humiliations, de mensonges et de révélations qui mettent au jour le délitement de la vie des personnages ainsi que leur égocentrisme.

## Fiche technique
- Titre : Ugly
- Réalisateur : Anurag Kashyap
- Scénariste : Anurag Kashyap
- Musique : G.V. Prakash Kumar
- Parolier : Gaurav Solanki
- Musique d'accompagnement : Brian Mcomber
- Direction artistique :  Mayur Sharma
- Photographie : Nikos Andritsakis
- Montage : Aarti Bajaj
- Ingénieur du son : Mandar Kulkarni
- Cascades et combats : Sham Kaushal
- Costumes : Divya et Nidhi Gambhir
- Producteurs : Madhu Mantena, Vikas Bahl, Vikramaditya Motwane, Arun Rangachari, Vivek Rangachari
- Société de production : Phantom Productions et Dar Motion Pictures
- Langue : hindi
- Pays d'origine :  Inde
- Adaptation française : François-Xavier Durandy
- Dates de sortie
  - Inde : 26 décembre 2014
  - France : mai 2013 (Festival de Cannes), 28 mai 2014 (sortie en salles)
- Format : Couleurs
- Genre : drame
- Durée : 128 minutes

## Distribution
- Rahul Bhat : Rahul Varshney/Kapoor
- Ronit Roy : Shoumik Bose
- Tejaswini Kolhapure : Shalini Bose
- Vineet Kumar Singh : Chaitanya Mishra
- Surveen Chawala : Rakhi
- Siddhant Kapoor : Siddhant
- Anshikaa Shrivastava : Kali Varshney
- Girish Kulkarni : Jadhav
- Pallavi Sharda

## Distinctions

### Prix
- 2014 : 16e Festival du film asiatique de Deauville : Lotus du jury
- 2015 : Prix de l'ATAA : prix de l'adaptation en sous-titrage pour un film non anglophone[5]

### Nominations
- 2013 : Festival de Cannes : en compétition, sélection « Quinzaine des réalisateurs »